# Jacek Kazimierski
Jacek Kazimierski (Varsavia, 17 agosto 1959) è un allenatore di calcio ed ex calciatore polacco, di ruolo portiere, allenatore dei portiere della nazionale polacca.

## Palmarès

### Giocatore

#### Competizioni nazionali
- Coppa di Polonia: 2

Legia Varsavia: 1979-1980, 1980-1981
- Supercoppa di Grecia: 1

Olympiakos: 1987